# Přívoz Darová

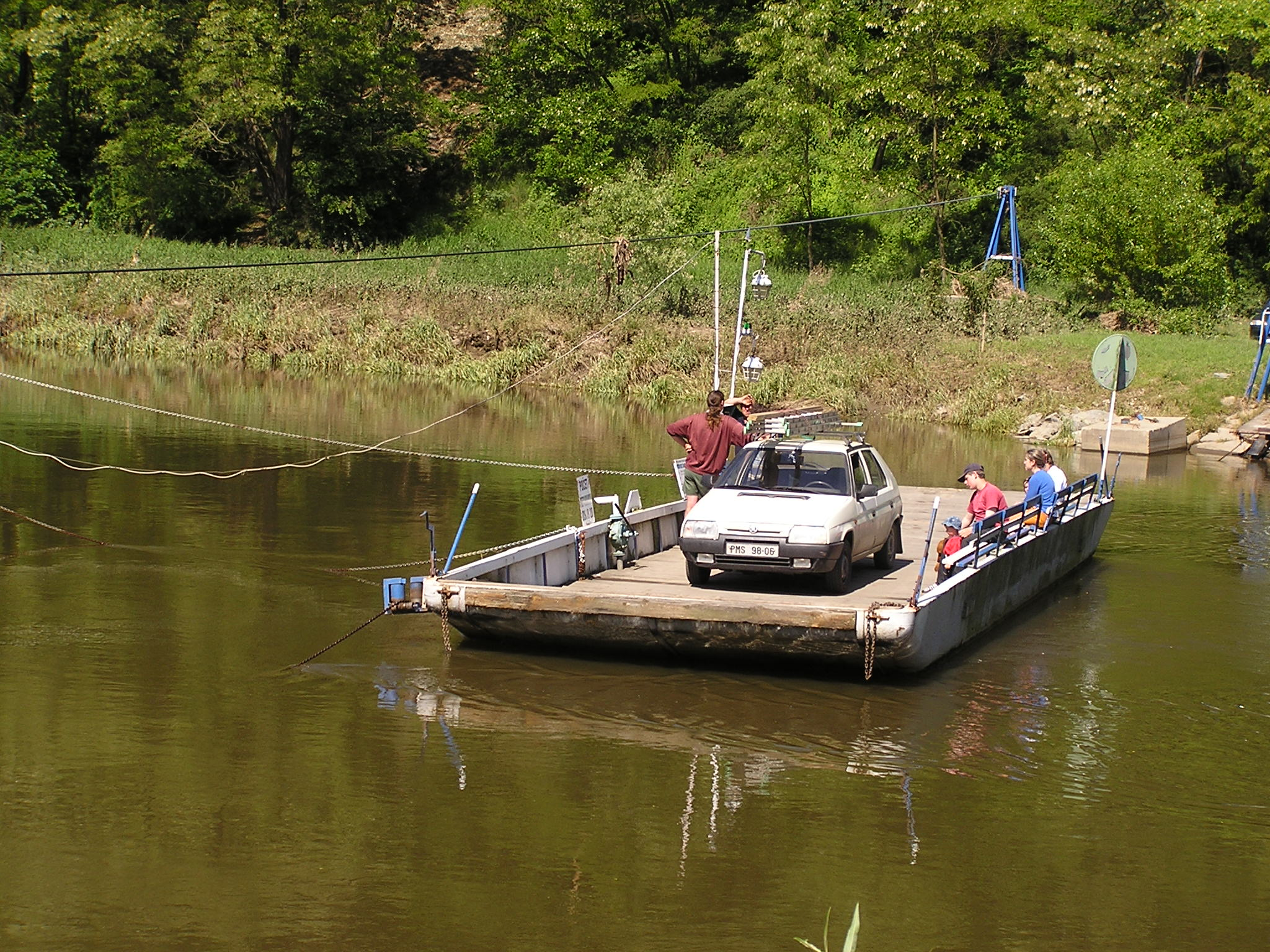
přívoz

Přívoz Darová spojuje vesnici Darová (část obce Břasy v okrese Rokycany) na pravém břehu Berounky s levým břehem, kde se ve vzdálenosti asi 1 km od přístaviště nachází vesnice Nynice (část obce Hromnice v okrese Plzeň-sever). Přívoz se nachází po proudu řeky asi 7 km pod přívozem Nadryby. Jeho historie sahá pravděpodobně do 18. století.
Od roku 1982 přepravuje osoby i osobní i nákladní automobily (nosnost prámu 8 tun). Pramice je vlečena na řetězech elektrickou kočkou, která se pohybuje po silném ocelovém laně napnutém mezi stožáry nad řekou.
V provozu je denně a celoročně, dříve od 8 do 18 hodin, od 1. srpna 2014 (resp. každou letní sezónu) až do 20 hodin. Vlastníkem je obec Břasy. Jízdné je 40 Kč za nákladní automobil, 20 Kč za osobní automobil, 10 Kč za osobu nad 15 let. Existují však i měsíční, půlroční a celoroční permanentky. Přes přívoz je vedena žlutě značená pěší turistická trasa.

## Historie
Přívoz zachytilo již 1. vojenské mapování z let 1764–1768. Podle dalších vojenských mapování spojovalo Břasy s protějším břehem celkem 7 přívozů, a to pod Valentovským mlýnem, Nadryby, Kostelec, Darová, U Kolečků, Planá a
Kaceřov. Jako rok zřízení přívozu se uvádí též například rok 1830 (v pasportu mostů je přívoz Darová veden pod číslem 2316/001 a rok postavení je zde uveden 1830), 1895 nebo 1973.
12. února 1869 zemřel ve věku 68 let Antonín Ježek z Darové čp. 21, chalupník a převozník v Darové. V převoznictví pokračoval i jeho syn Antonín Ježek. V roce 1942 byl převozníkem Josef Sinkule, v roce 1949 Alois Sajdl s platem 1000 Kč měsíčně. Plzeňský okres (3/5) a Rokycanský okres (2/5) v roce 1921 zakoupily hostinec čp. 27 v Darové, který slouží jako zázemí přívozu. Od roku 1921  byl převozníkem a nájemcem čp. 27 Václav Žížek, který zajišťoval celodenní převážení za tehdejších dvacet haléřů. K dispozici měl jeden prám a tři loďky. Současně s převoznictvím provozoval Václav Žížek v čp. 27 i hostinec. Po jeho smrti, 13. 3. 1941, převzal živnost jeho syn Ladislav Žížek. Při záchraně prámu před plovoucími ledy se Ladislav nachladil a zemřel 23. 4. 1942, ve věku 26 let. Převozníkem se stal Josef Sinkule. V říjnu 1950 byla uvedena do provozu nová převozní pramice s nosností 5 dospělých osob. V roce 1954 byl uveden do provozu dřevěný prám o nosnosti 120 dospělých osob nebo 96 q. Původně měl být postaven Rudolfem Vorlem, mistrem tesařským, avšak vzhledem k tomu, že nebylo možné zajistit požadované množství řeziva pro OSP v Rokycanech, byl vyroben firmou Stavoprav Plzeň. K 1. září 1958 provoz převzala silniční údržba Rokycany. V roce 1958 byla mzda na přívozu 1243,16 Kč za celotýdenní provoz. V roce 1966 převážela Marie Seidlová. Od 9. září 1968 převážela Eliška Králová, provoz byl celoroční od 6 do 18 hodin celý týden. V roce 1975 byl převozníkem František Klíma a Vlasta Klímová a ruční pohon lodi byl nahrazen elektrickým.
V roce 1982 byl dřevěný prám poškozený při povodni nahrazen ocelovým prámem, koupeným od obce Pňov-Předhradí. Ten byl vyroben v roce 1957 ve Strojírnách Kolín n. p. a sloužil na přívozu Oseček, který byl zrušen v roce 1978 v souvislosti se zahájením pravidelné vodní dopravy uhlí do elektrárny Chvaletice. Tento prám přepravoval i vozidla včetně traktorů a nákladních aut a byl jištěný horním vodicím lanem na ocelových sloupech. Původní dřevěný prám byl prodán Filmovému studiu Barrandov pro natáčení filmového muzikálu Yentl s Barbrou Streisand a byl odvezen do obce Vrbno.
Zákon o pozemních komunikacích 13/1997 Sb. již nepovažoval přívozy za součást pozemních komunikací, a proto přívoz již nemohla provozovat okresní správa silnic v Rokycanech. SÚS bezúplatně převedla na obec Břasy přívoz i s domkem čp. 27. Sdružení obcí Břasy a Hromnice pod názvem Přívoz Darová (IČ 483 83 376) zahájilo provoz od 1. srpna 1997. Převozníky sdružení obcí převzalo od Správy a údržby silnic, převáželi Zoltán a Dagmar Karikovi z Darové. Od 1. října 1999 si od sdružení obcí přívoz pronajal Karel Prokýšek z Plané. Po povodních v srpnu 2002 byla provedena generální oprava prámu i pobřežních koz, byly zhotoveny nové nájezdové můstky a vyměněno vodicí lano.
V říjnu 2002 byl přívoz včetně domku prodán firmě STAS – STANĚK s.r.o. Převozníkem byl Josef Šišiak. V roce 2011 přívoz převezl tehdejšího prezidenta republiky Václava Klause. V roce 2013 již přívoz nebyl provozován.
V červenci 2013 obec Břasy přívoz od Františka Staňka opět odkoupila. V lednu 2014 obec získala koncesi pro vnitrozemskou vodní dopravu a od 15. ledna 2014 zahájila bezplatný provoz v omezeném rozsahu, jediným převozníkem byl pan Václava Fráz. Od března 2014 byla přeprava opět zpoplatněna původními cenami (osoba či motocykl 10 Kč, osobní automobil 20 Kč, nákladní automobil 40 Kč) a začalo se zaučovat 5 nových převozníků, z toho Jan Štajf na celý úvazek a další čtyři na občasnou výpomoc. Od 1. srpna 2014 byla prodloužena provozní doba až do 20 hodin a druhým převozníkem se stal Josef Šišiak. Od října 2014 nahradil převozníka Václava Fráze Jan Štajf. V srpnu 2014 natáčela u přívozu Česká televize scény do série povídek „Škoda lásky“.
V roce 2017 obec Břasy dokončila za tři miliony korun rekonstrukci provozní budovy – opravila střechy, vyměnila okna, dveře, izolaci proti vlhkosti, vnitřní části objektu a dovedla plyn. Před sezonou 2018 obec opravila prám.
Na provoz přívozu přispívá od roku 2014 Plzeňský kraj, v roce 2019 přispěl 320 tisíc Kč.
Podle článku z února 2019 ročně převeze přívoz desetitisíce lidí a 24 000 vozů.